# Seetalbahn
La Seetalbahn  è una linea ferroviaria a scartamento normale della Svizzera.

## Storia
Nel 1871 un comitato ottenne la concessione per una linea ferroviaria tra Lenzburg e Lucerna, ma non riuscì ad iniziare i lavori a causa della crisi del settore, culminata con il collasso della Schweizerische Nationalbahn nel 1878. Rivisto il progetto con l'impianto dei binari ai bordi delle strade esistenti e con finanziamenti da parte di capitali inglesi si costituì a Londra nel 1881 la società The Lake Valley of Switzerland Rail Company, che due anni dopo aprì la linea Lenzburg-Emmenbrücke: il tragitto di 50 km era coperto in circa tre ore.
Nel 1887 fu aperta una diramazione tra Beinwil am See e Reinach, prolungata il 30 settembre 1906 fino a Beromünster. Nel frattempo (1894) la linea passò alla società svizzera Schweizerische Seethalbahn, che prolungò (1895) la linea da Lenzburg a Wildegg raccordando la stessa alla Schweizerische Nordostbahn. Il 1º ottobre 1910 la linea, che era divenuta una delle più redditizie della Svizzera, fu elettrificata, e dal 1º gennaio 1922 passò nelle mani delle Ferrovie Federali Svizzere.
Nel 1984 cessò il traffico passeggeri sul tratto Wildegg-Lenzburg (l'ultimo treno circolò su questa tratta dieci anni dopo, e nel 2002 il Consiglio federale decise la soppressione della linea, non più utilizzata), mentre il 30 maggio 1992 chiuse al traffico passeggeri la diramazione Beinwil-Beromünster, sostituita da un'autolinea esercitata dall'AutoPostale Svizzera: per le FFS la tratta (la più ripida della rete, con una pendenza del 38 per mille) aveva una situazione finanziaria ritenuta insostenibile, con ricavi per 190.000 franchi e costi per 2,3 milioni di franchi. La Beinwil-Beromünster chiuse definitivamente nel 2001: la tratta fino a Menziken è stata ricostruita per ospitare la linea a scartamento ridotto per Aarau, che correva sino ad allora su un percorso parallelo in sede promiscua. Altra rettifica nel tracciato è avvenuta nel 1998, con la soppressione del tratto Emmenbrücke-Emmen-Waldibrücke (in parte riutilizzato come raccordo per la RUAG) sostituito da un nuovo percorso.
La Seetalbahn è percorsa dai treni della linea S9 della Rete celere di Lucerna.

## Caratteristiche
La linea, a scartamento normale, è lunga 47 km, per gran parte a binario unico (fa eccezione la tratta Lucerna-Emmenbrücke Gersag, comune alla ferrovia Olten-Lucerna) e a lato della sede stradale. La linea è elettrificata a corrente alternata con la tensione di 15 kV alla frequenza di 16,7 Hz (fino al 1930 5.500 V 25 Hz); il raggio minimo di curva è di 100 metri, la pendenza massima del 35 per mille. La velocità massima nei tratti urbani è di 40 km/h, con marcia a vista, mentre nei restanti tratti sale ad 80 km/h.

### Percorso
| Continuation backward |

| Unknown route-map component "d" | Unknown route-map component "vBHF-exKBHFa" |  |

| Unknown route-map component "CONTgq" | Unknown route-map component "dSTRr+1h" | Unknown route-map component "exSHI2g+r" + Unknown route-map component "BS2c4" | Unknown route-map component "d" |  |

| Unknown route-map component "exBHF" |

| Unknown route-map component "CONTgq" | Unknown route-map component "STR+r" | Unknown route-map component "exdSTR" |  |  |

| Unknown route-map component "RACONTgq" | Unknown route-map component "SKRZ-Ao" | Unknown route-map component "exdSKRZ-Au" | Unknown route-map component "RACONTfq" |  |

| Unknown route-map component "dCONTgq" | Unknown route-map component "d" + Unknown route-map component "STR+r" | Straight track | Unknown route-map component "exdSTR" |  |  |

| Unknown route-map component "vÜST" | Unknown route-map component "exDST" |  |

|  | Unknown route-map component "vBHF" | Unknown route-map component "exSTR" |  |  |

| Unknown route-map component "d" + Straight track | One way leftward | Unknown route-map component "xdKRZu" | Unknown route-map component "CONTfq" | Unknown route-map component "d" |

| Unknown route-map component "vSTR2-" | Unknown route-map component "exBHF" + Unknown route-map component "STRc3" |  |

| Unknown route-map component "STRc1" | Unknown route-map component "xABZg+4" |  |

| 0,00 |
| 0,56 |

| Unknown route-map component "KMW" |

| Station on track |

| Stop on track |

| Stop on track |

| Station on track |

| Unknown route-map component "evÜSTxl" | Unknown route-map component "d" |

|  | Unknown route-map component "vexBHF-BHF" | Unknown route-map component "d" |  |

| Unknown route-map component "exv-SHI2r" | Unknown route-map component "dLSTR" |  |

| Unknown route-map component "exHST" | Unknown route-map component "LSTR" |  |

| Unknown route-map component "nSTR" + Unknown route-map component "lCONTg@G" | Unknown route-map component "exSTR" | Unknown route-map component "LSTR" |  |  |

| Unknown route-map component "exnSTR" + Unknown route-map component "nSTRl" + Unknown route-map component "lHST~L" | Unknown route-map component "exSTR" + Unknown route-map component "nSTR+r" + Unknown route-map component "lHST~R" | Unknown route-map component "LSTR" |  |  |

| Unknown route-map component "exnSTR" + Unknown route-map component "exlHST" | Unknown route-map component "exSTR" + Unknown route-map component "nSTR" | Unknown route-map component "LSTR" |  |  |

| Unknown route-map component "exnSTR" | Unknown route-map component "xHST" + Unknown route-map component "nSTR" | Unknown route-map component "LSTR" |  |  |

| Unknown route-map component "exnSTR" + Unknown route-map component "exlHST" | Unknown route-map component "exSTR" + Unknown route-map component "nSTR" | Unknown route-map component "LSTR" |  |  |

| Unknown route-map component "exnSTR" | Unknown route-map component "xBHF" + Unknown route-map component "nSTR" | Unknown route-map component "LSTR" |  |  |

| Unknown route-map component "exnSTR" + Unknown route-map component "exlHST" | Unknown route-map component "exSTR" + Unknown route-map component "nSTR" | Unknown route-map component "LSTR" |  |  |

| Unknown route-map component "exnKSTRe" + Unknown route-map component "exlBHF" | Unknown route-map component "exSTR" + Unknown route-map component "nSTR" | Unknown route-map component "LSTR" |  |  |

| Unknown route-map component "xBHF" + Unknown route-map component "nKSTRe" | Unknown route-map component "LSTR" |  |

| Unknown route-map component "exKBHFe" | Unknown route-map component "LSTR" |  |

| Unknown route-map component "LSTR" |

| Stop on track |

| Stop on track |

| Unknown route-map component "KMW" |

| Station on track |

| Stop on track |

| Station on track |

| Stop on track |

| Station on track |

| Stop on track |

| Stop on track |

| Station on track |

| Unknown route-map component "eHST" |

|  | Unknown route-map component "eABZgl" | Unknown route-map component "exSTR+r" |

|  | Station on track | Unknown route-map component "exSTR" |

|  | Unknown route-map component "ABZgl" | Unknown route-map component "xABZg+r" |

|  | Straight track | Unknown route-map component "eBHF" |

|  | Straight track | Unknown route-map component "ENDExe" |

|  | Enter and exit tunnel | Unknown route-map component "exSTR" |

| Unknown route-map component "CONTgq" | Unknown route-map component "ABZg+r" | Unknown route-map component "exSTR" |

|  | Stop on track | Unknown route-map component "exSTR" |

|  | Straight track | Unknown route-map component "exHST" |

|  | Station on track | Unknown route-map component "exSTR" |

|  | Unknown route-map component "eABZgl" | Unknown route-map component "exSTRr" |

| Unknown route-map component "hKRZWae" |

|  | Unknown route-map component "ABZg+l" | Unknown route-map component "CONTfq" |

| Unknown route-map component "CONTgq" | Unknown route-map component "ABZg+r" |  |

| Non-passenger station/depot on track |

|  | Unknown route-map component "ABZg+l" | Unknown route-map component "CONTfq" |

| Non-passenger station/depot on track |

| Enter and exit tunnel |

| Non-passenger station/depot on track |

| Enter and exit tunnel |

| Unknown route-map component "exCONTgq" | Unknown route-map component "eABZg+r" |  |

| Unknown route-map component "dCONTgq" | Unknown route-map component "d" + Unknown route-map component "STR+r" | Straight track |  |

| Unknown route-map component "vKBHFe" | Unknown route-map component "d" |

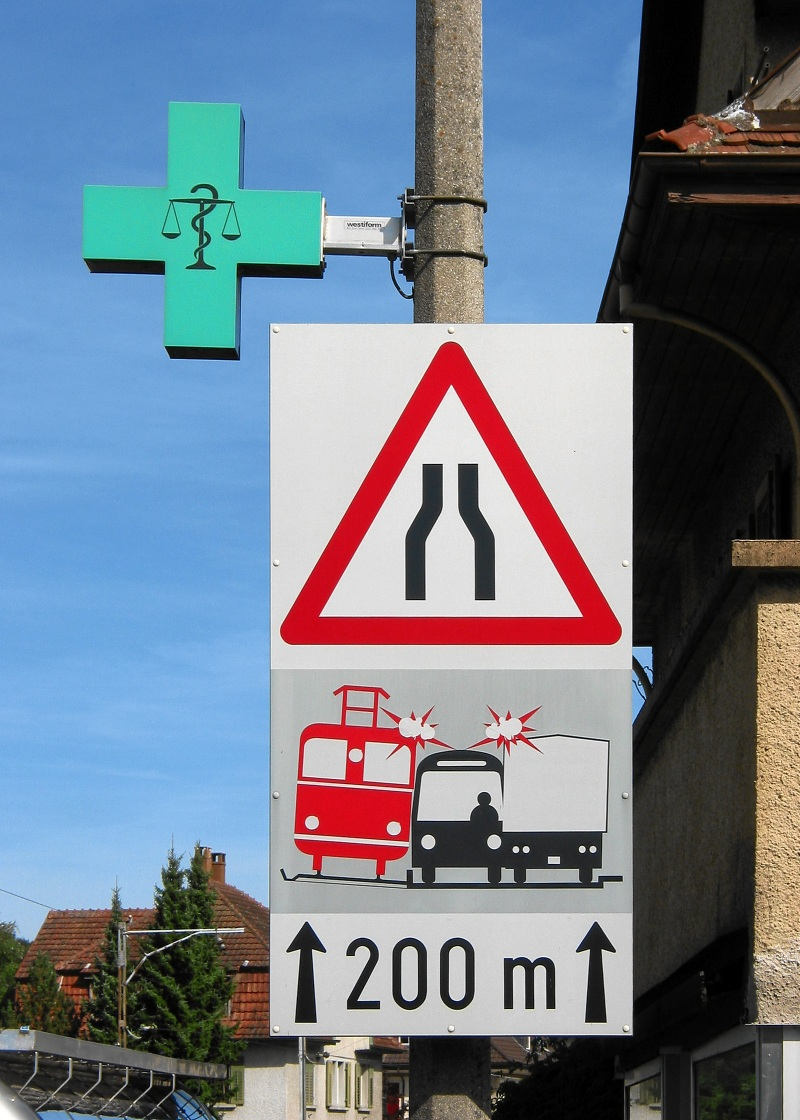
Un cartello di pericolo a Seon

Il percorso della ferrovia affianca in buona parte la Strada principale 26. Al 2009, sono presenti ottantacinque passaggi a livello. In Svizzera, metà degli incidenti al passaggio a livello avvengono su questa linea per cui è considerata una delle più pericolose; tra il 1987 e il 1992 ci furono nove vittime di incidenti al passaggio a livello.
Le tratte Wildegg-Lenzburg e Menziken-Beromünster sono state disarmate; la seconda è stata trasformata in pista ciclabile.

## Materiale rotabile
Per l'apertura della linea la Krauss fornì sei locotender a tre assi (E 3/3 1÷6), affiancate da altre due (Ed 3/3 7÷8) costruite dalla SLM di Winterthur nel 1896-97. Sempre la SLM fornì tra 1902 e 1904 quattro locomotive a quattro assi (Ed 3/4 11÷14) e nel 1903 due locomotive a due assi (Ed 2/2 21÷22). Un'ultima locomotiva a tre assi (E 3/3 51) fu acquistata dalla Orenstein & Koppel nel 1908. Nel 1903 vennero inoltre immesse in servizio tre carrozze ristorante, le prime ad entrare in funzione su una ferrovia svizzera.
Con l'elettrificazione della linea le locomotive a vapore furono radiate o vendute (due delle Ed 3/4 vennero acquistate dalla Società Veneta). Per sostituirle Schlieren e Brown Boveri fornirono tra il 1909 e il 1911 otto elettromotrici (BCe 4/4 51÷58) e due locomotori-bagagliaio (Fe 4/4 151÷152). Tutti i mezzi furono demotorizzati con la conversione dell'alimentazione della linea a 15 kV tranne due elettromotrici cedute alla Ferrovia Centrale Umbra.
Nel 1926 le FFS acquisirono tre locomotori elettrici per servizio merci (De 6/6 15301÷15303) costruiti da SLM e Brown Boveri, noti come "Seetalkrokodil" ("Coccodrilli della Seetal", per la loro somiglianza con i "coccodrilli" del Gottardo), e derivati meccanicamente dai locomotori Ee 3/3 da manovra. Rimasero in servizio sino al 1983: due locomotori vennero demoliti, mentre il terzo fu ceduto alla Ferrovia Oensingen-Balsthal. Tra il 1947 e il 1950 le FFS introdussero delle carrozze a terrazzini e carrelli a cassa metallica, note come Typ Seetal.
Tra il 1966 e il 1971 le FFS trasformarono undici automotrici-bagagliaio De 4/4 (costruite originariamente a fine anni Venti) per l'esercizio sulla Seetalbahn e sulla ferrovia Pont-Brassus.
A partire dal 2002 sulla ferrovia prestano servizio gli elettrotreni RABe 520, adatti alla sagoma limite ridotta della linea.